# Zoran Njeguš
Zoran Njeguš (en serbio cirílico: Зopaн Њeгуш; nacido el 25 de junio de 1973 en Titovo Užice) es un exfutbolista y entrenador de fútbol serbio. Jugó en equipos como el Estrella Roja de Belgrado, Atlético de Madrid o Sevilla FC. Actualmente no entrena a ningún equipo.

## Clubes

### Jugador
| Club                      | País       | Año       | Partidos | Goles |
| FK Sloboda Point Sevojno  | Yugoslavia | 1993-1995 | 57       | 8     |
| Estrella Roja de Belgrado | Yugoslavia | 1995-1998 | 63       | 7     |
| Atlético de Madrid        | España     | 1998-2001 | 52       | 3     |
| Sevilla FC                | España     | 2001-2004 | 57       | 1     |

### Entrenador
| Club                 | País   | Año       | Partidos | Ganados | Empates | Derrotas |
| FK Javor Ivanjica    | Serbia | 2010-2011 | 24       | 10      | 7       | 7        |
| FK Spartak Subotica  | Serbia | 2011-2012 | 18       | 8       | 7       | 3        |
| FK Borac Cacak       | Serbia | 2012-2013 | 23       | 10      | 6       | 7        |
| FK Novi Pazar        | Serbia | 2013-2014 | 15       | 4       | 3       | 8        |
| FK Rad Belgrado      | Serbia | 2020      | 3        | 1       | 0       | 2        |
| FK Zlatibor Cajetina | Serbia | 2020-2021 | 11       | 3       | 1       | 7        |